# 烏瑟勒河

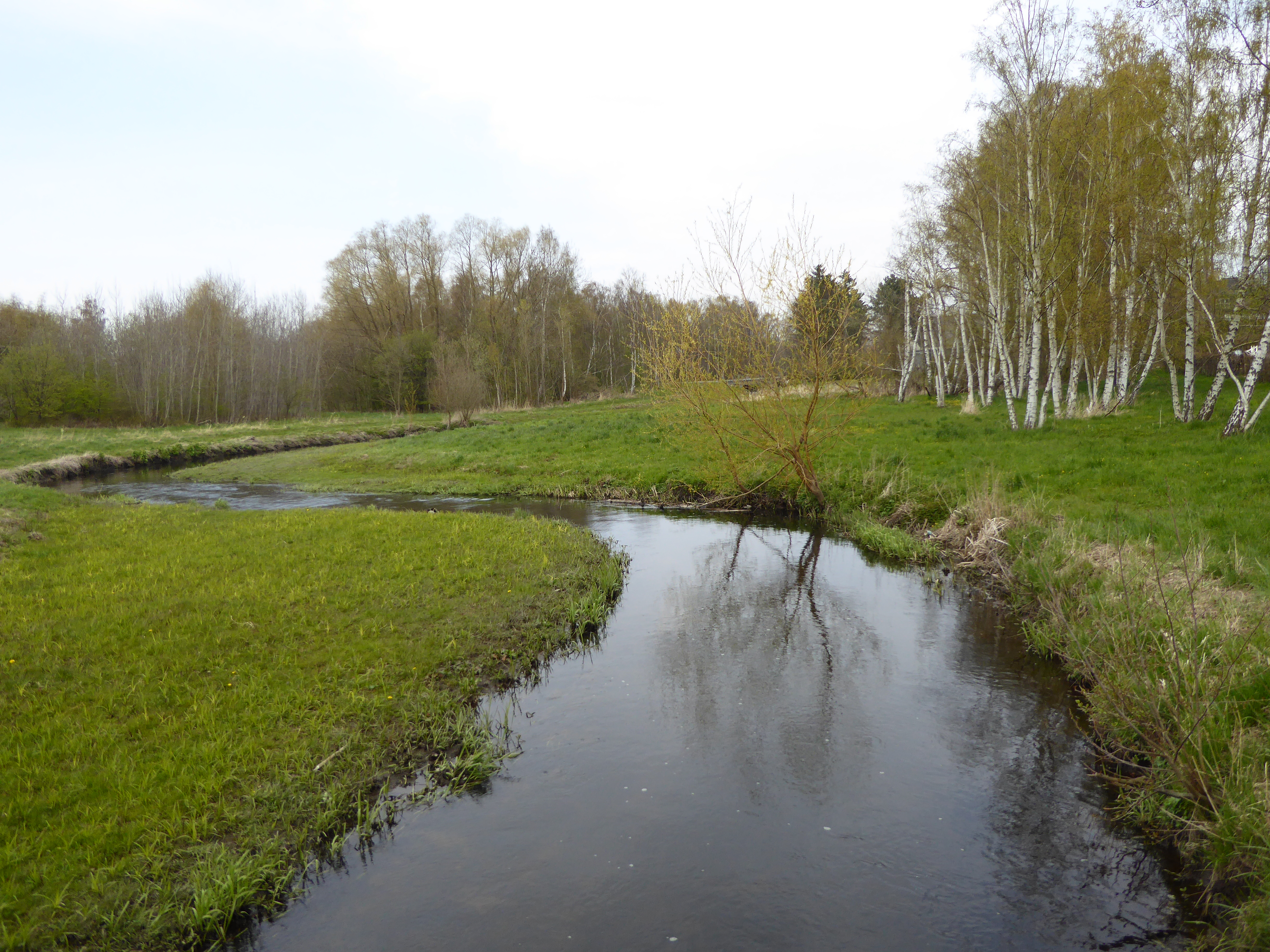

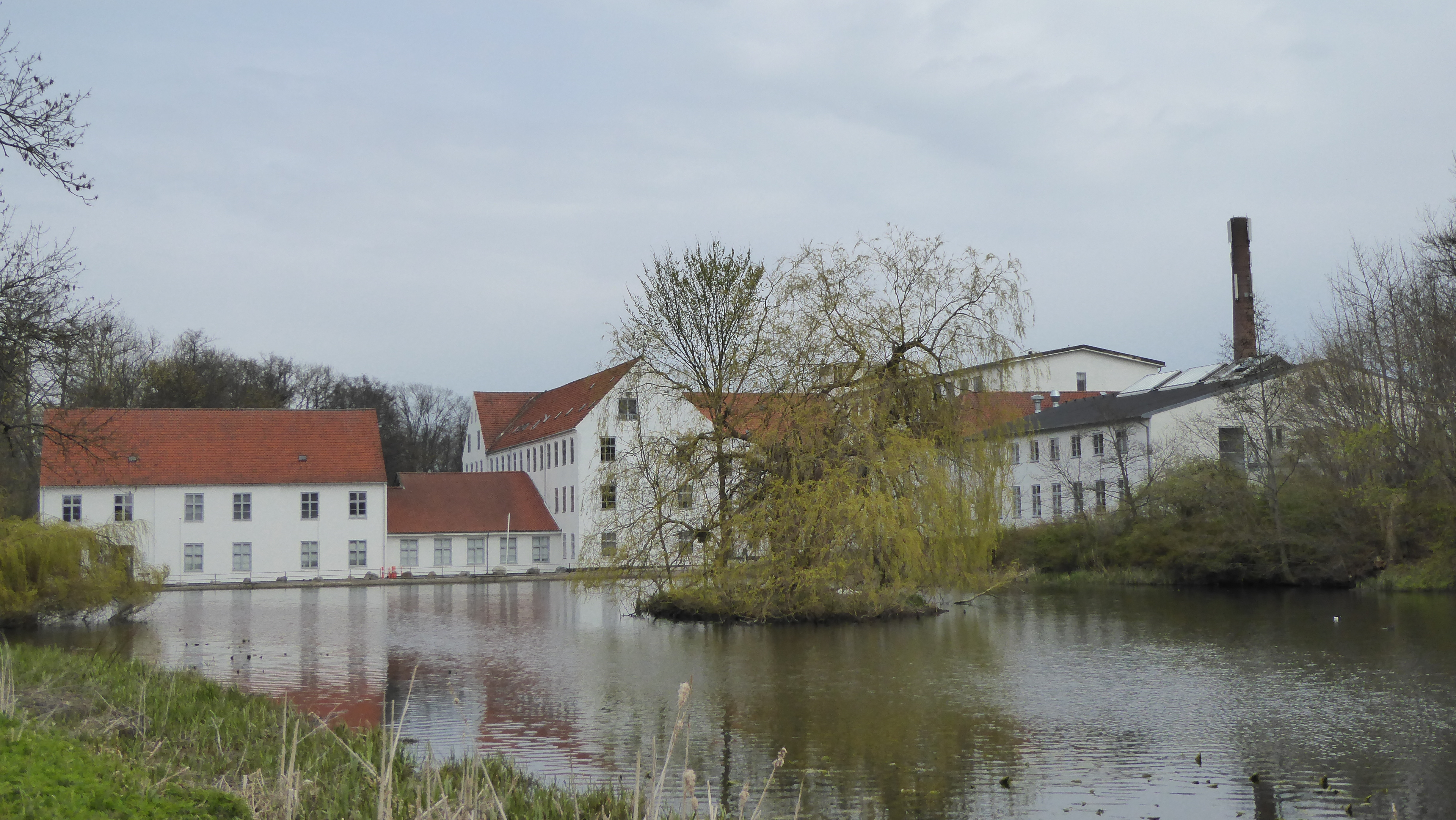

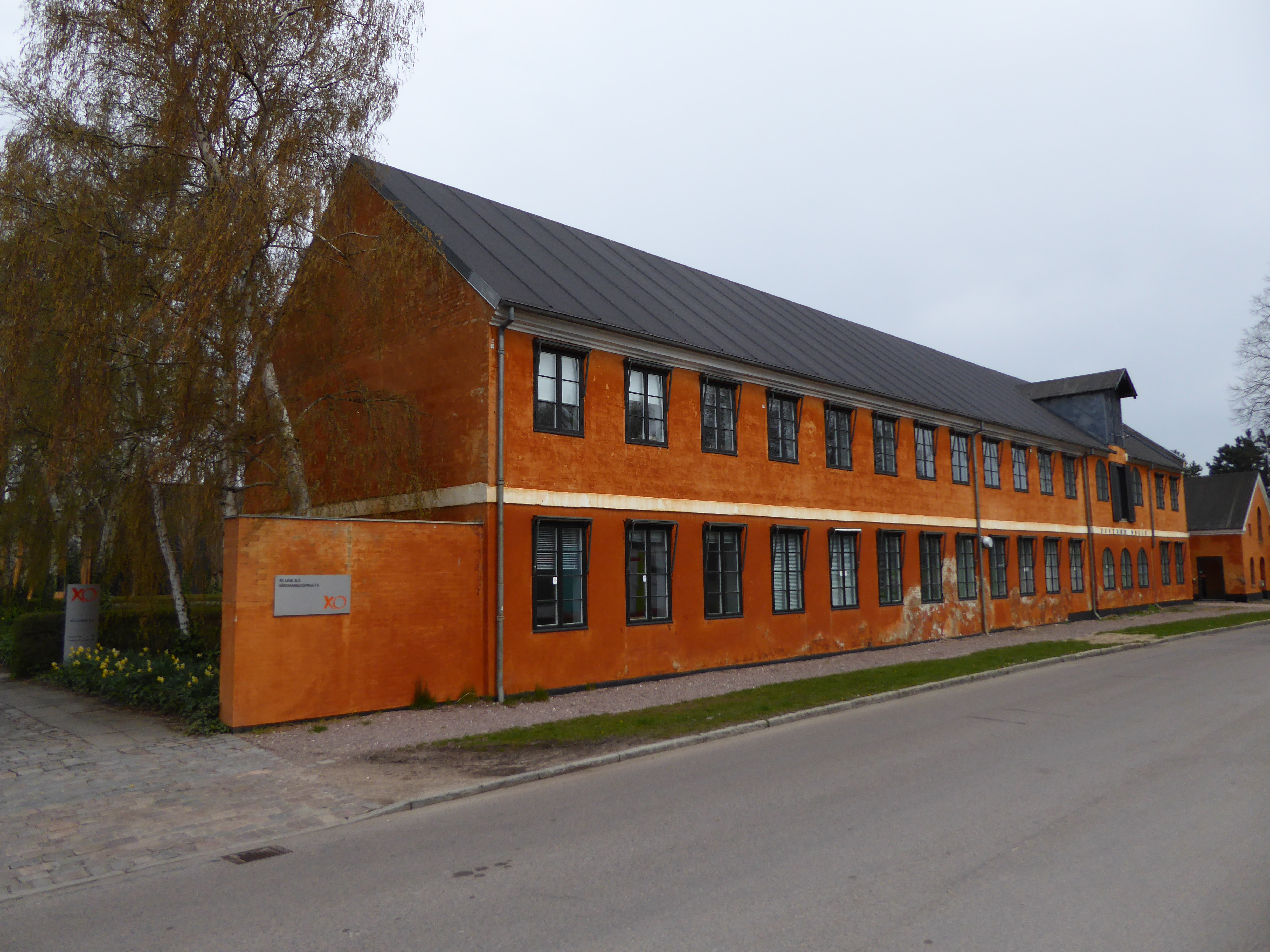

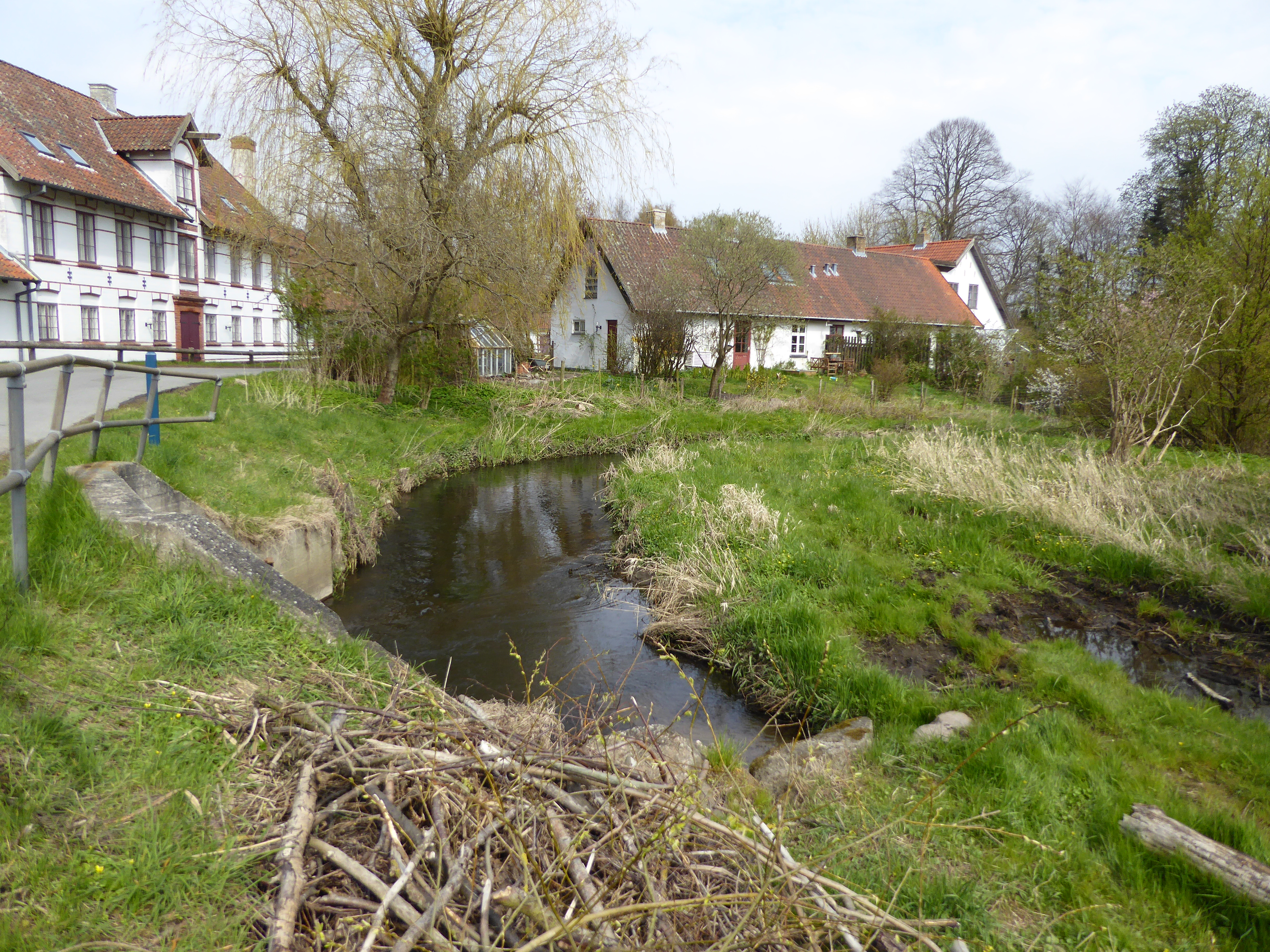

烏瑟勒河（丹麥語：Usserød Å），是丹麥的河流，位於東部首都大區，處於首都哥本哈根以北，發源自斯耶爾湖，該河流經赫斯霍爾姆，河道全長9公里。